# 瓦松 (卢瓦雷省)
瓦松（法語：Oison，法語發音：[wazɔ̃]）是法国卢瓦雷省的一个市镇，位于该省西北部，属于皮蒂维耶区。

## 地理
瓦松（48°8'16"N, 1°58'4"E）面积12.09 平方千米，位于法国中央-卢瓦尔河谷大区卢瓦雷省，该省份为法国中北部省份，北起埃松省，西北接厄尔-卢瓦省，西南接卢瓦-谢尔省，南至涅夫勒省和谢尔省，东临约讷省，东北接塞纳-马恩省。
与瓦松接壤的市镇（或旧市镇、城区）包括：绍西、阿谢尔勒马谢、巴佐什莱加勒朗德、博斯地区利翁、吕昂、蒂韦尔农。

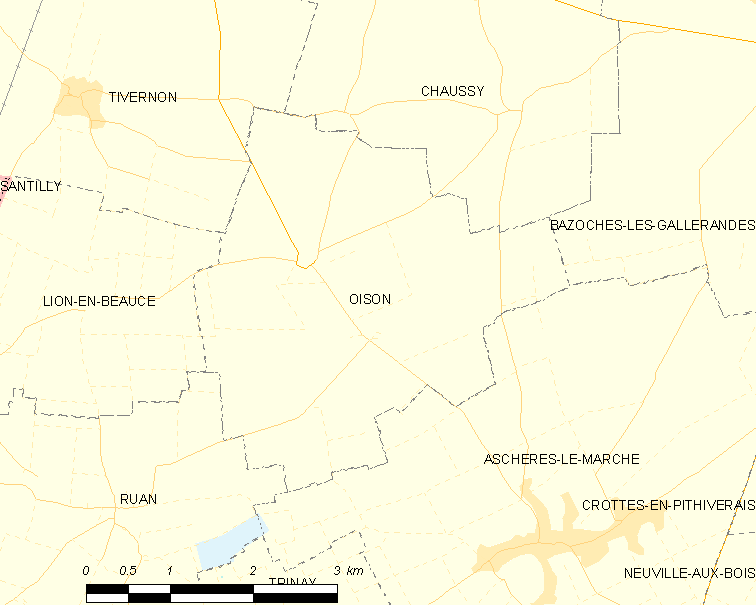
的OSM定位图

瓦松的时区为UTC+01:00、UTC+02:00（夏令时）。

## 行政
瓦松的邮政编码为45170，INSEE市镇编码为45231。

## 政治
瓦松所属的省级选区为皮蒂维耶县。

## 人口

1962-2008年间人口变化图示

瓦松于2022年1月1日时的人口数量为122人。